# Championnats du monde d'Ironman 70.3 2009
Navigation
Édition précédente Édition suivante
Les championnats du monde d'Ironman 70.3 2009 se déroule le 14 novembre 2009 à Clearwater en Floride. Ils sont organisés par la World Triathlon Corporation.

## Résultats du championnat du monde

### Hommes
| Pos.    | Temps           | Nom               | Pays       | Détail temps | Détail temps | Détail temps    | Détail temps | Détail temps    |
| Pos.    | Temps           | Nom               | Pays       | Natation     | T1           | Cyclisme        | T2           | Course à pied   |
| ------- | --------------- | ----------------- | ---------- | ------------ | ------------ | --------------- | ------------ | --------------- |
|         | 3 h 34 min 04 s | Michael Raelert   | Allemagne  | 21 min 58 s  | 1 min 55 s   | 1 h 59 min 35 s | 1 min 32 s   | 1 h 09 min 06 s |
|         | 3 h 36 min 34 s | Daniel Fontana    | Italie     | 21 min 55 s  | 1 min 53 s   | 1 h 59 min 30 s | 1 min 27 s   | 1 h 12 min 00 s |
|         | 3 h 37 min 50 s | Matthew Reed      | États-Unis | 21 min 59 s  | 2 min 08 s   | 1 h 59 min 09 s | 1 min 25 s   | 1 h 13 min 11 s |
| 4       | 3 h 38 min 02 s | Sylvain Sudrie    | France     | 21 min 57 s  | 1 min 53 s   | 1 h 59 min 41 s | 1 min 45 s   | 1 h 12 min 46 s |
| 5       | 3 h 38 min 19 s | Joseph Gambles    | Australie  | 22 min 19 s  | 2 min 05 s   | 1 h 58 min 57 s | 1 min 35 s   | 1 h 13 min 23 s |
| 6       | 3 h 40 min 16 s | Kevin Collington  | États-Unis | 22 min 10 s  | 2 min 04 s   | 2 h 00 min 32 s | 1 min 58 s   | 1 h 13 min 32 s |
| 7       | 3 h 40 min 16 s | Luke Bell         | Australie  | 22 min 01 s  | 1 min 58 s   | 1 h 59 min 23 s | 1 min 40 s   | 1 h 15 min 14 s |
| 8       | 3 h 40 min 19 s | Alberto Casadei   | Italie     | 22 min 05 s  | 2 min 15 s   | 1 h 59 min 12 s | 1 min 44 s   | 1 h 15 min 03 s |
| 9       | 3 h 40 min 31 s | Leon Griffin      | Australie  | 22 min 22 s  | 1 min 54 s   | 1 h 59 min 08 s | 4 min 42 s   | 1 h 12 min 25 s |
| 10      | 3 h 41 min 37 s | Brian Fleischmann | États-Unis | 21 min 38 s  | 1 min 53 s   | 2 h 01 min 05 s | 1 min 42 s   | 1 h 15 min 19 s |
| Source: |                 |                   |            |              |              |                 |              |                 |

### Femmes
| Pos.    | Temps           | Nom              | Pays            | Détail temps | Détail temps | Détail temps    | Détail temps | Détail temps    |
| Pos.    | Temps           | Nom              | Pays            | Natation     | T1           | Cyclisme        | T2           | Course à pied   |
| ------- | --------------- | ---------------- | --------------- | ------------ | ------------ | --------------- | ------------ | --------------- |
|         | 3 h 59 min 33 s | Julie Dibens     | Grande-Bretagne | 23 min 48 s  | 2 min 11 s   | 2 h 07 min 15 s | 1 min 44 s   | 1 h 24 min 37 s |
|         | 4 h 03 min 49 s | Mary Beth Ellis  | États-Unis      | 24 min 05 s  | 2 min 10 s   | 2 h 10 min 58 s | 1 min 56 s   | 1 h 24 min 42 s |
|         | 4 h 05 min 27 s | Magali Tisseyre  | Canada          | 25 min 34 s  | 2 min 21 s   | 2 h 15 min 17 s | 1 min 45 s   | 1 h 20 min 32 s |
| 4       | 4 h 05 min 33 s | Caroline Steffen | Suisse          | 25 min 18 s  | 3 min 13 s   | 2 h 08 min 29 s | 1 min 45 s   | 1 h 26 min 48 s |
| 5       | 4 h 07 min 39 s | Laura Bennett    | États-Unis      | 24 min 03 s  | 2 min 13 s   | 2 h 17 min 06 s | 1 min 35 s   | 1 h 22 min 42 s |
| 6       | 4 h 08 min 17 s | Michellie Jones  | Australie       | 25 min 35 s  | 2 min 06 s   | 2 h 15 min 22 s | 1 min 58 s   | 1 h 23 min 16 s |
| 7       | 4 h 09 min 34 s | Sarah Groff      | États-Unis      | 23 min 41 s  | 2 min 10 s   | 2 h 16 min 07 s | 1 min 40 s   | 1 h 25 min 56 s |
| 8       | 4 h 13 min 16 s | Amanda Stevens   | États-Unis      | 23 min 45 s  | 2 min 14 s   | 2 h 13 min 30 s | 1 min 44 s   | 1 h 32 min 03 s |
| 9       | 4 h 15 min 04 s | Karin Thürig     | Suisse          | 30 min 51 s  | 0 min 45 s   | 2 h 10 min 38 s | 4 min 42 s   | 1 h 28 min 08 s |
| 10      | 4 h 17 min 57 s | Vanessa Gianinni | Brésil          | 25 min 40 s  | 2 min 41 s   | 2 h 24 min 26 s | 1 min 42 s   | 1 h 23 min 28 s |
| Source: |                 |                  |                 |              |              |                 |              |                 |